# Пролетарська селищна рада (Макіївка)
Пролетарська се́лищна ра́да — орган місцевого самоврядування у складі Гірницького району Макіївки Донецької області. Адміністративний центр — селище міського типу Пролетарське  (з 2016 року — П'ятипілля).

## Загальні відомості
- Населення ради: 7752 особи (станом на 2001 рік)

## Населені пункти
Селищній раді підпорядковані населені пункти:
- смт Пролетарське
- смт Вугляр
- смт Гусельське
- смт Колосникове
- смт Свердлове
- с. Молочарка
- с. Шевченко

## Склад ради
Рада складається з 30 депутатів та голови.
- Голова ради: Чулакова Марія Петрівна

### Депутати
За результатами місцевих виборів 2010 року депутатами ради стали:

#### За суб'єктами висування
| Суб'єкт висування | Кількість обраних депутатів | %    |
| ----------------- | --------------------------- | ---- |
| Партія регіонів   | 28                          | 93,3 |
| Самовисування     | 2                           | 6,7  |

#### За округами
| № округу        | Прізвище, ім'я, по батькові     | Дата визнання обраним | Освіта                    | Партійна приналежність | Відомості про обраного депутата                                               |
| --------------- | ------------------------------- | --------------------- | ------------------------- | ---------------------- | ----------------------------------------------------------------------------- |
| Партія регіонів |                                 |                       |                           |                        |                                                                               |
| 1               | Руденкова Олена Михайлівна      | 01.11.2010            | Освіта середня спеціальна | позапартійна           | центр поштового зв'язку м. Макіївка, оператор                                 |
| 2               | Долгушина Валентина Олексіївна  | 01.11.2010            | Освіта середня спеціальна | позапартійна           | Пролетарська селищна рада, бухгалтер                                          |
| 3               | Радіна Галина Павлівна          | 01.11.2010            | Освіта середня            | член Партії регіонів   | пенсіонер                                                                     |
| 4               | Мельник Едуард Павлович         | 01.11.2010            | Освіта вища               | член Партії регіонів   | стадіон "Донбас Арена ФК «Шахтар», начальник відділу транспорту               |
| 5               | Бєлоусов Сергій Володимирович   | 01.11.2010            | Освіта середня            | позапартійний          | шахта ім. С. М. Кірова ДП «Макіїввугілля», прохідник                          |
| 6               | Башук Тетяна Миколаївна         | 01.11.2010            | Освіта вища               | член Партії регіонів   | Гірницька районна адміністрація, бухгалтер відділу обліку                     |
| 7               | Руденко Галина Степанівна       | 01.11.2010            | Освіта середня            | член Партії регіонів   | пенсіонер                                                                     |
| 8               | Янпольська Тетяна Іванівна      | 01.11.2010            | Освіта вища               | член Партії регіонів   | Пролетарська селищна рада, секретар                                           |
| 9               | Кузнецова Ольга Михайлівна      | 01.11.2010            | Освіта середня спеціальна | член Партії регіонів   | тимчасово не працює                                                           |
| 10              | Красовська Надія Юріївна        | 01.11.2010            | Освіта середня спеціальна | член Партії регіонів   | пенсіонер                                                                     |
| 11              | Ващищак Сергій Володимирович    | 01.11.2010            | Освіта середня            | член Партії регіонів   | ВП шахта "Холодна БалкаДП «Макіїввугілля», електрослюсар                      |
| 12              | Бєлоусов Артем Анатолійович     | 01.11.2010            | Освіта вища               | член Партії регіонів   | ВП шахта ім. С. М. Кірова ДП «Макіїввугілля», гірничий робітник               |
| 13              | Матвєєва Валентина Михайлівна   | 01.11.2010            | Освіта середня спеціальна | член Партії регіонів   | пенсіонер                                                                     |
| 14              | Іовно Людмила Володимирівна     | 01.11.2010            | Освіта вища               | член Партії регіонів   | Макіївська ЗОШ І-ІІІ ст. № 12 , директор                                      |
| 15              | Губіна Тетяна Михайлівна        | 01.11.2010            | Освіта вища               | член Партії регіонів   | Пролетарська селищна рада, спеціаліст-землевпорядник                          |
| 16              | Дубровська Світлана Василівна   | 01.11.2010            | Освіта середня спеціальна | член Партії регіонів   | ТОВ Кадрове агентство «Азов Персонал сервис», пресувальник брухту та відходів |
| 17              | Лукашова Ольга Павлівна         | 01.11.2010            | Освіта середня спеціальна | член Партії регіонів   | Харцизька центральна міська лікарня, лаборант                                 |
| 18              | Юшкова Світлана Анатоліївна     | 01.11.2010            | Освіта вища               | член Партії регіонів   | Макіївська ЗОШ № 12 I–III ст., вчитель української мови та літератури         |
| 19              | Романцов Микола Павлович        | 01.11.2010            | Освіта вища               | позапартійний          | Макіївська ЗОШ № 12 I–III ст., робітник                                       |
| 20              | Трубаров Віталій Миколайович    | 01.11.2010            | Освіта вища               | позапартійний          | Красноармійська державна податкова інспекція, перший заступник начальника     |
| 22              | Осадча Ольга Іванівна           | 01.11.2010            | Освіта середня спеціальна | член Партії регіонів   | КМУ «Міська лікарня № 4 м. Макіївки», дільнична медична сестра                |
| 23              | Воробйов Олександр Валентинович | 01.11.2010            | Освіта середня            | позапартійний          | ВП шахта ім. С. М. Кірова ДП «Макіїввугілля», машиніст підземних установок    |
| 24              | Афанас'єва Валентина Леонідівна | 01.11.2010            | Освіта середня спеціальна | позапартійна           | Макіївська ЗОШ І-ІІ ст. № 101 , вчитель                                       |
| 25              | Сустава Любов Михайлівна        | 01.11.2010            | Освіта середня            | член Партії регіонів   | ЦЗФ «Колосніковська», пробовідбірник                                          |
| 26              | Бєлоконєва Світлана Іванівна    | 01.11.2010            | Освіта середня            | член Партії регіонів   | тимчасово не працює                                                           |
| 27              | Панасенко Надія Дмитрівна       | 01.11.2010            | Освіта середня спеціальна | позапартійна           | Макіївська ЗОШ І-ІІ ст. № 101, завгосп                                        |
| 28              | Крикунов Руслан Володимирович   | 01.11.2010            | Освіта середня            | член Партії регіонів   | фізична особа-підприємець                                                     |
| 30              | Бурак Микола Олександрович      | 01.11.2010            | Освіта середня спеціальна | позапартійний          | тимчасово не працює                                                           |
| Самовисування   |                                 |                       |                           |                        |                                                                               |
| 21              | Халтуріна Олена Олександрівна   | 25.12.2011            | Освіта вища               | член Партії регіонів   | ЗОШ № 95 м. Макіївка, директор                                                |
| 29              | Маньковська Олена Юріївна       | 01.11.2010            | Освіта вища               | позапартійна           | Гірницький районний суд, керівник апарату                                     |